# Geschlecht in Fesseln
Geschlecht in Fesseln ist ein deutsches Filmdrama von Wilhelm Dieterle aus dem Jahre 1928. Dieser Film wurde hergestellt nach einer Arbeit über die Sexualnot der Strafgefangenen von Franz Höllering und auf Grund tatsächlicher Mitteilungen von Karl Plättner, dem Verfasser des ausführlichen Buches „Eros im Zuchthaus“, für das er das Material in achtjähriger Haft gesammelt hat.

## Handlung
Wirtschaftskrise in Deutschland. Der Ingenieur Franz Sommer ist arbeitslos. Als seine Ehefrau Helene während ihrer Arbeit im Café von einem Gast bedrängt wird, kommt ihr Franz zu Hilfe. Im Handgemenge stürzt der Unbekannte unglücklich und stirbt ein paar Tage später, während Franz bereits in Untersuchungshaft sitzt. Franz wird daraufhin zu drei Jahren Gefängnis verurteilt. Fabrikbesitzer Steinau, der mit Franz in Untersuchungshaft gesessen hat, hält sein Versprechen und kümmert sich nach seiner Freilassung um Helene Sommer. Diese hat aufgrund des Vorfalls ihren Job im Café verloren und wird nun von Steinau eingestellt, der aber bald ein größeres Interesse an ihr entwickelt. Helene wehrt sich zunächst gegen seine Avancen, genau wie Franz gegen die eines Mitgefangenen. Beide quält ein großes Verlangen nacheinander, dessen Befriedigung ihnen durch die Gefängnisleitung nicht gewährt wird. Irgendwann geben beide nach, Franz dem Mithäftling, Helene Steinau. Das schlechte Gewissen entzweit die beiden. Nach einer gefühlvollen Rede Helenes gönnt der Gefängnisdirektor dem Ehepaar eine Viertelstunde unbeobachtet Zweisamkeit, die sie aber nicht mehr zu nutzen wissen können. Sie wagen keine Berührung und stehen sich nur wie versteinert gegenüber. Als Franz nach abgesessener Haft endlich entlassen wird, kehrt er erst freudig in sein altes Zuhause zurück, muss aber bald erkennen: „Jetzt könnte ich wieder gehen, wohin ich will – nur zu Dir kann ich nicht mehr!“. Beide verstehen, dass die Haftstrafe ihnen mehr gestohlen hat, als nur drei Jahre gemeinsame Zeit. Ihre Schuld erlaubt ihnen kein gemeinsames Leben mehr, nur im Tod können sie wieder zusammen sein.

## Hintergrund
Die Dreharbeiten erfolgten im Sommer 1928. Für die Bauten waren Max Knaake und Fritz Maurischat verantwortlich. Der Film erlebte seine Uraufführung am 24. Oktober 1928 im Tauentzienpalast in Berlin. Die Musikzusammenstellung besorgte und dirigierte Pasquale Perris.

## Zensur
Die Filmprüfstelle Berlin gab den Film 1928 mit geringen Schnittauflagen frei, verhängte aber ein Jugendverbot. Auf Antrag des bayerischen Innenministeriums befasste sich die Film-Oberprüfstelle erneut mit dem Film und ließ durch Entscheidung vom 16. Januar 1930 weitere 70 Meter (2–3 %) des Films mit sexuell anstößigen Szenen herausschneiden. Den Vorwurf, dass der Film das Vertrauen in die Justiz, die Strafprozessordnung und den Justizvollzug insgesamt erschüttere, teilte die Oberprüfstelle jedoch nicht. Im März 1933 wurde der Film auf Antrag der bayerischen NSDAP-Landesfilmstelle und des bayerischen Justizministeriums vollständig verboten.

## Auszeichnungen
- Prädikat: Künstlerisch wertvoll[3]

## Kritiken
- Reichsfilmblatt[4] vom 27. Oktober 1928: „Ein leidenschaftlicher Tendenzfilm, – aber mit einer Tendenz, der wir uns alle anschließen können: Es ist das ein Film, der für Liberalität und Menschenwürde, gegen Dickfelligkeit und Unduldsamkeit kämpft.“